# Karlo Adamič
Karlo Adamič, slovenski orglar in skladatelj, * 2. november 1887, Sodražica, † 8. marec 1945, Split.
Rodil se je očetu Gregorju in materi Frančiški (roj. Maršič). Adamič je leta 1906 dokončal orglarsko šolo v Ljubljani, nato deloval kot stolni kapelnik v Senju (1908 - 1922) in nato kot kapelnik v Koprivnici (Hrvaška). Zložil je precejšnje število cerkvenih in nekaj svetnih skladb. V tisku so izšla nekatera njegova dela: dva preludija za orgle, Církevní hymny za moški zbor (oboje izdala Česká hudba v Kutni hori); 12 Marijinih pesmi za mešani zbor, Slovenski Akordi (2 zvezka) za mešani in moški zbor, 12 Velikonočnih pesmi, Slava Bogu (razne cerkvene pesmi) in Staroslovenska maša za moški zbor, zbirko 12 mešanih pesmi in Senjsko staroslovensko mašo, Cerkvene pesmi in litanije v čast svetogorski Materi Božji. Njegov slog je deloma ljudsko preprost, deloma zmerno modern.